# Australoeucyclops waiariki
Australoeucyclops waiariki – gatunek widłonoga z rodziny Cyclopidae. Opisała go w 1974 roku nowozelandzka zoolog Maureen H. Lewis, nadając mu nazwę Paracyclops waiariki. Miejsce typowe to jezioro Rotowhero na nowozelandzkiej Wyspie Północnej.